# لینتوتاپایا
لینتوتاپایا (به لاتین: Lintotapaya) یک منطقهٔ مسکونی در سری‌لانکا است که در استان جنوبی (سری‌لانکا) واقع شده‌است.